# Pannus
Pannus (lateinisch; deutsch: Lappen; Abkürzung: pan) sind zerfetzte Wolkenteile, die manchmal eine zusammenhängende Schicht bilden und unterhalb einer anderen Wolke liegen, mit der sie bisweilen verbunden sein können. Diese Begleitwolke kommt meist bei Altostratus, Nimbostratus, Cumulus und Cumulonimbus vor.

Pannus bei einem Gewitter

Nimbostratus pannus  ist eine Begleiterscheinung von Nimbostratus. Er entsteht durch im Fall verdunstenden und kondensierenden Regen und kündigt baldigen Regen an. Er ist auch bei lang anhaltendem Regen, so genanntem Landregen, beim Durchzug einer Warmfront zu beobachten.